# Lednek

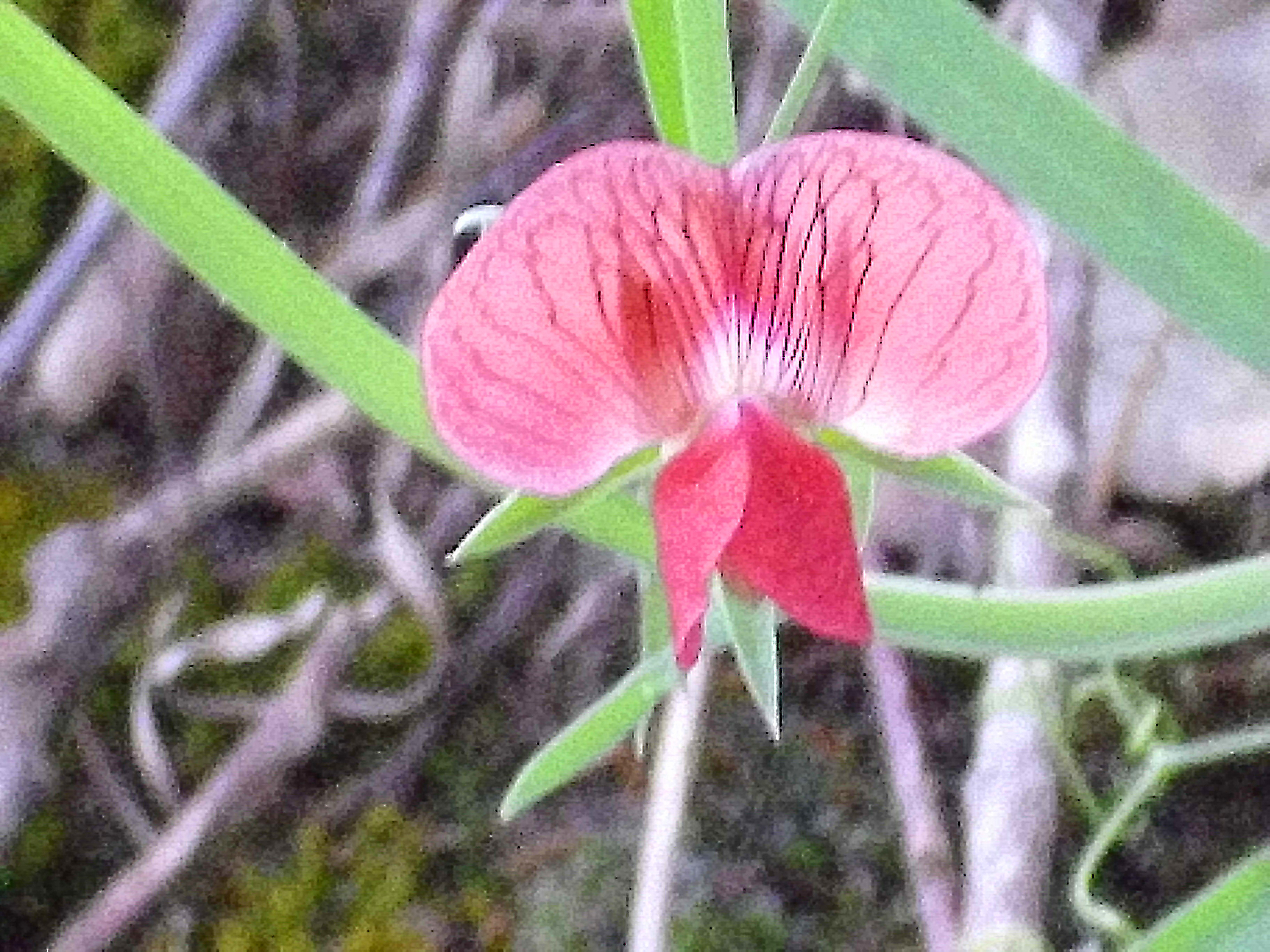
Lathyrus angulatus

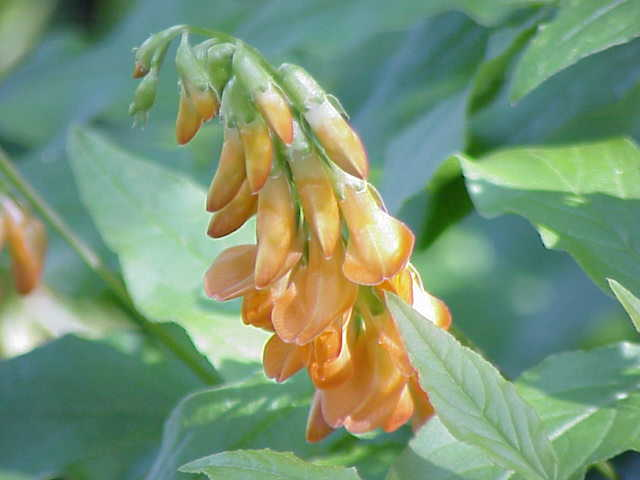
Lathyrus aureus

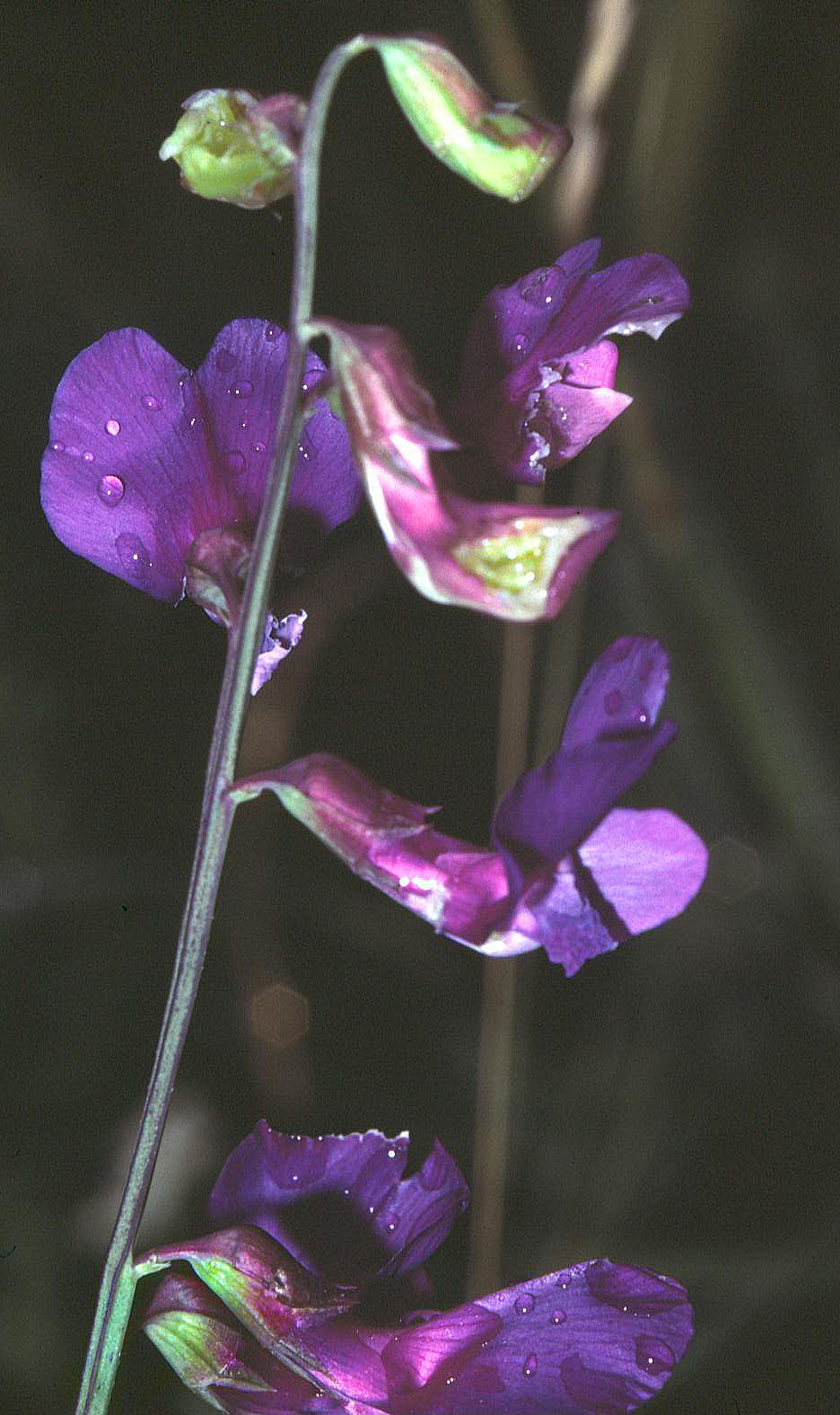
Lathyrus bauhinii

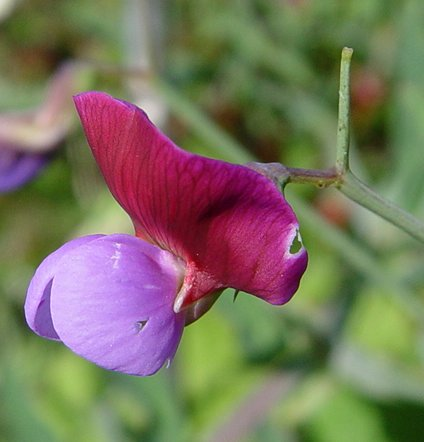
Lathyrus clymenum

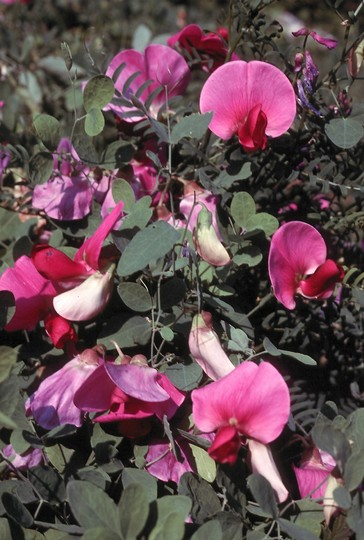
Lathyrus grandiflorus

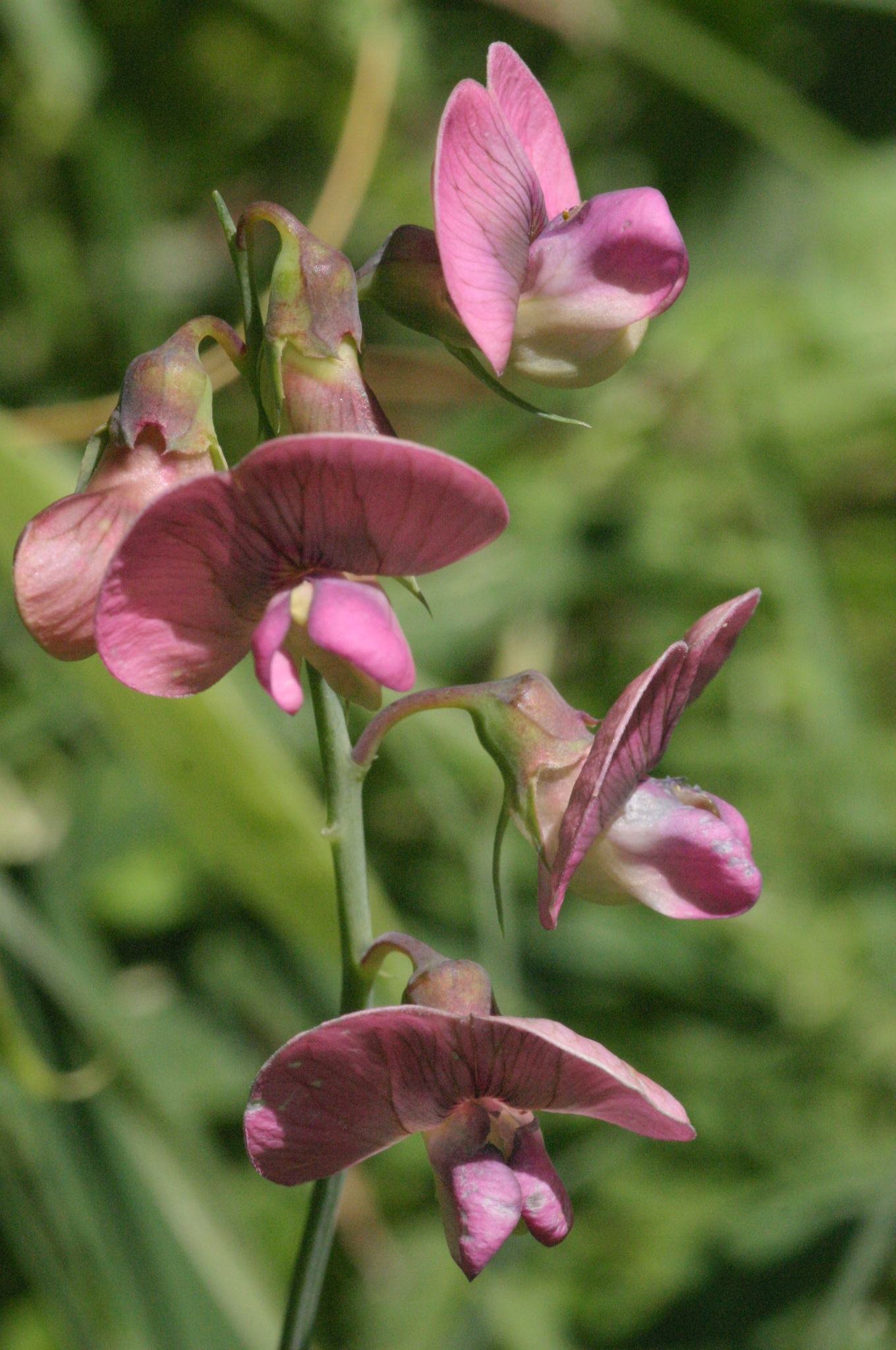
Lathyrus heterophyllus

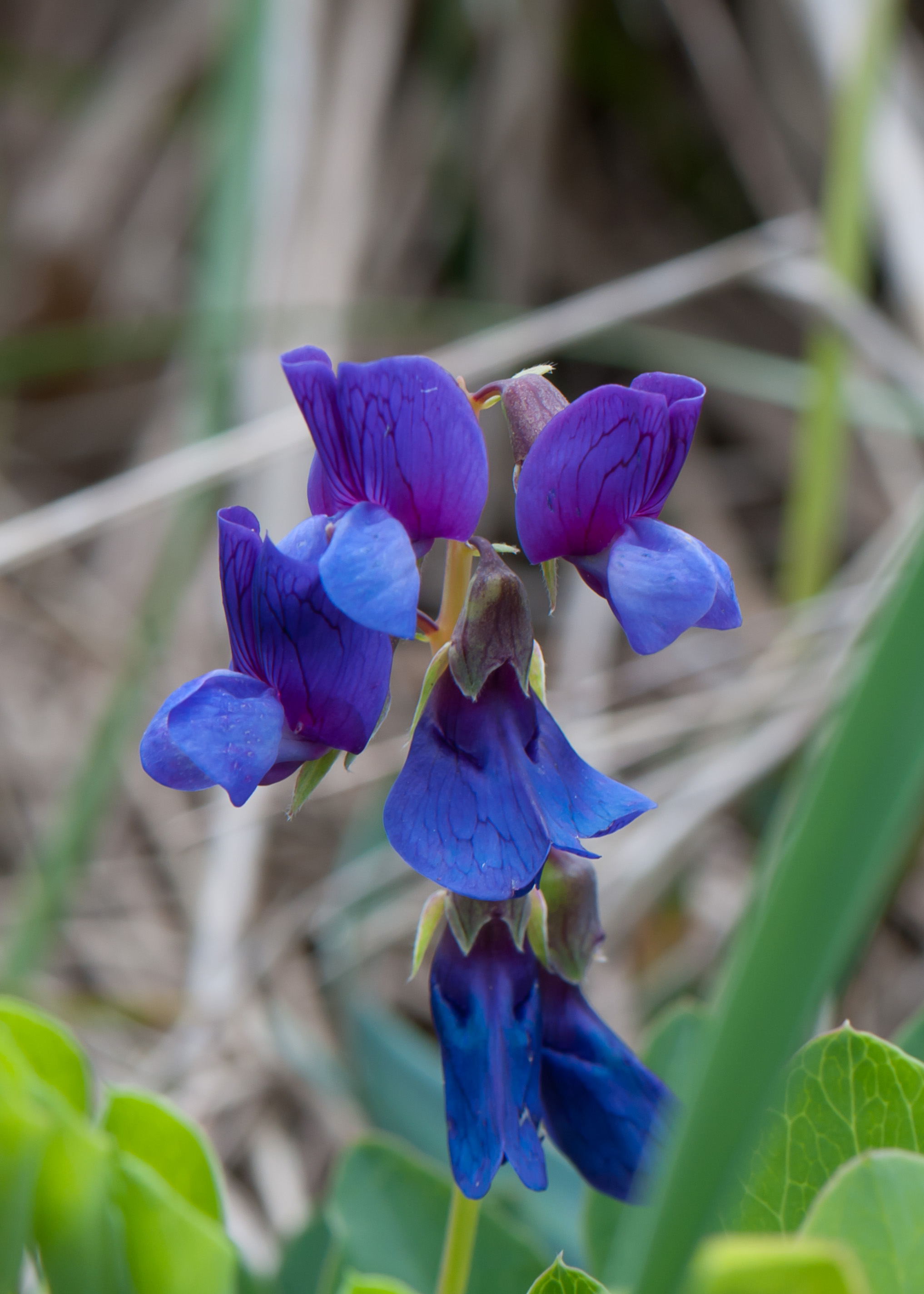
Lathyrus japonicus

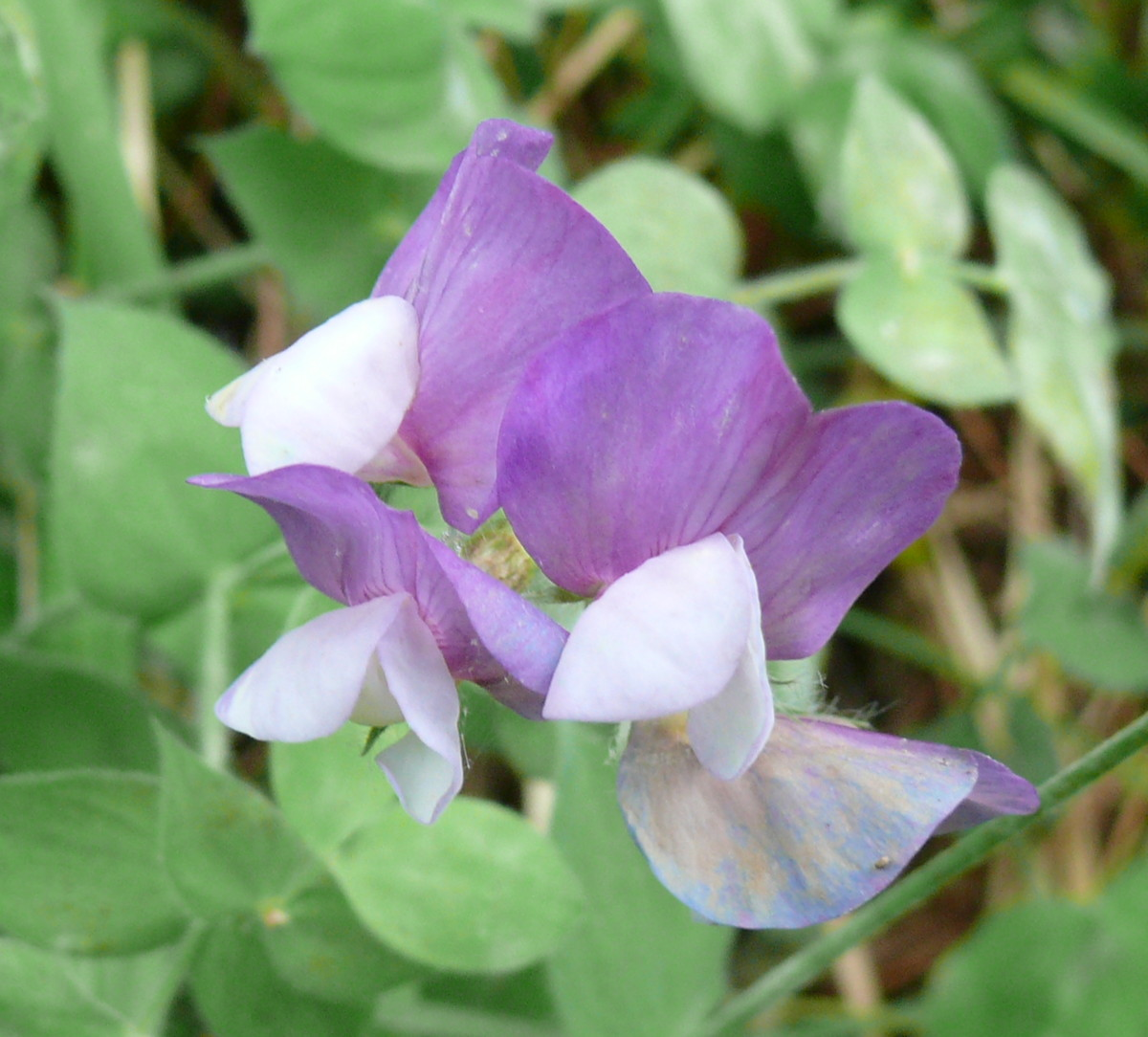
Lathyrus laxiflorus

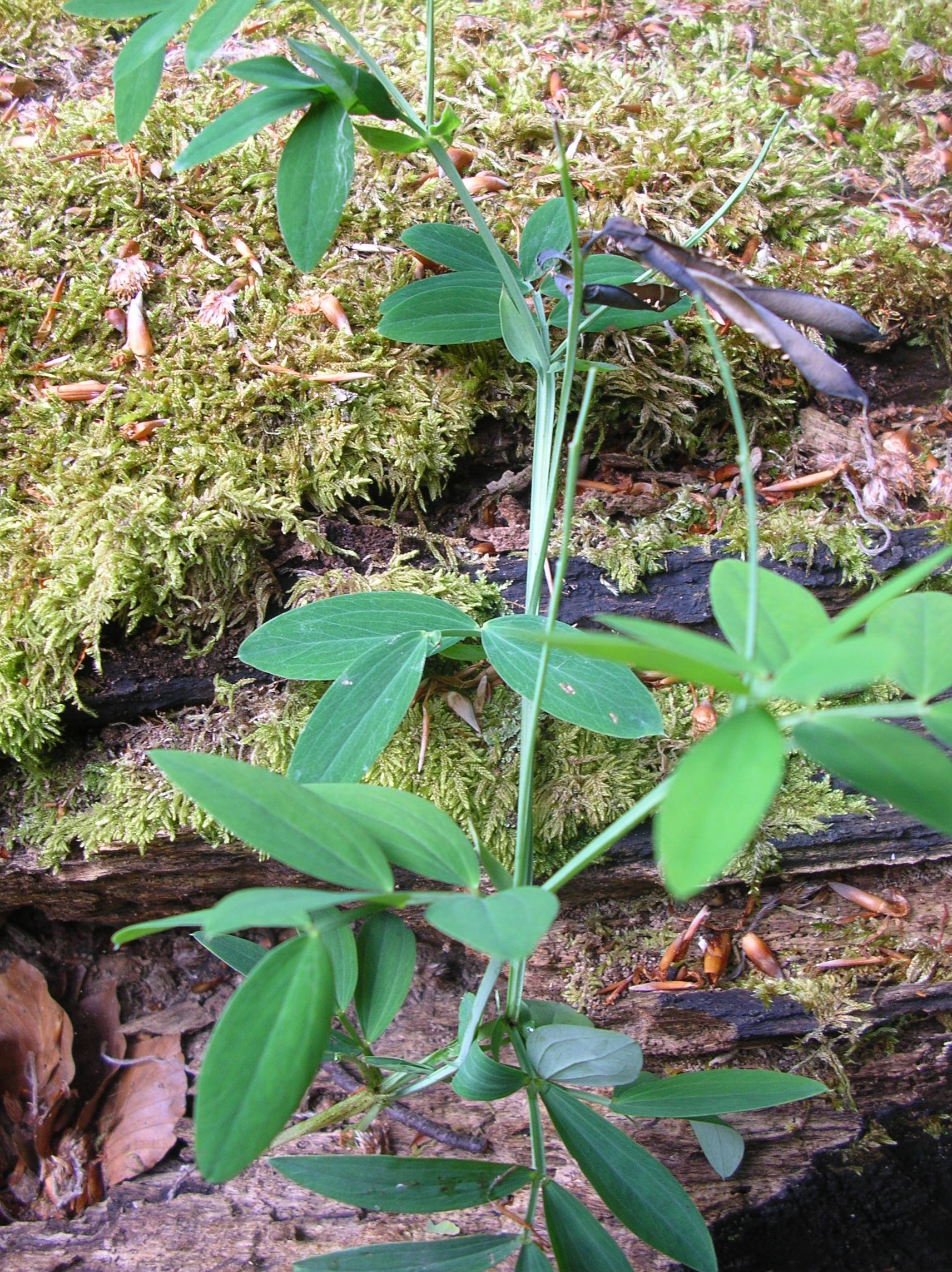
Lathyrus linifolius

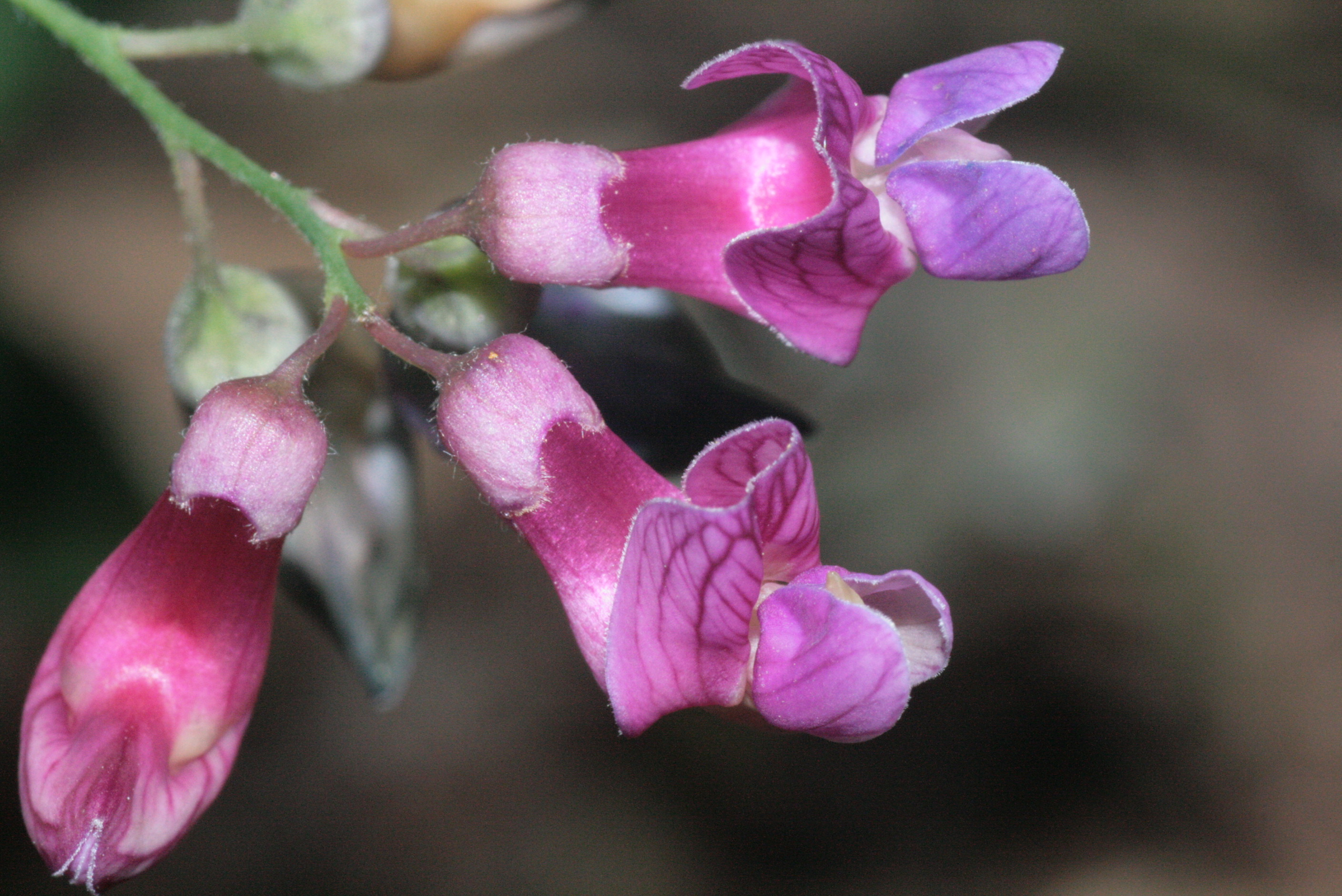
Lathyrus niger

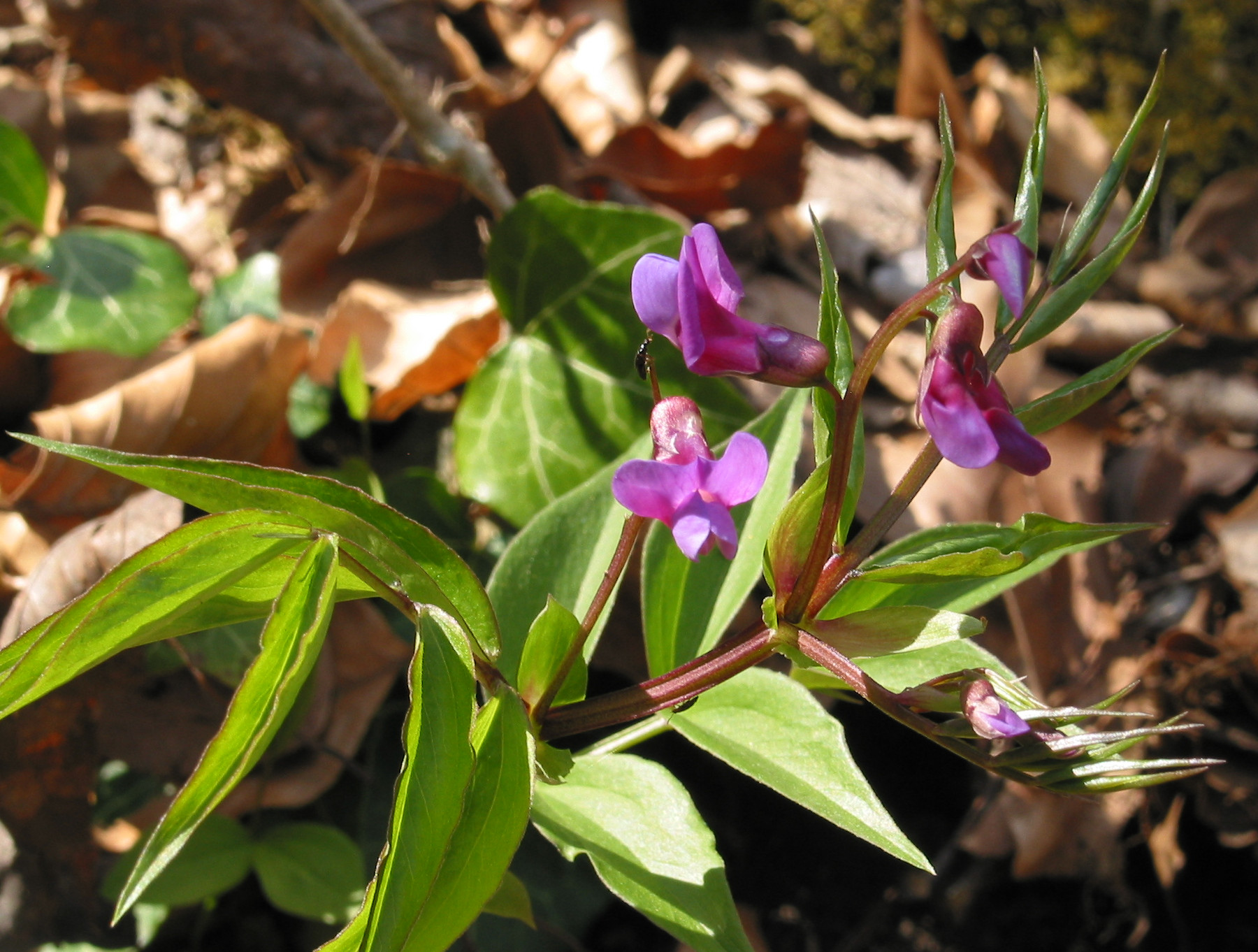
Lathyrus vernus

A lednek (Lathyrus) a hüvelyesek (Fabales) rendjébe, ezen belül a pillangósvirágúak (Fabaceae) családjába tartozó nemzetség. Mintegy 183 faj tartozik ide, nagyrészt mérsékelt öviek. Egyes fajok a glutaminsavval analóg, ám toxikus aminosavat tartalmaznak, ezek termésének fogyasztása súlyos megbetegedéshez, latirizmushoz vezet.

## Előfordulásuk
A lednek nemzetség majdnem világszerte előforduló növénycsoport. Az Arab-félsziget nagy sivatagain és Délkelet-Ázsia déli részein kívül, az egész Eurázsiában jelen vannak; még a Földközi-tenger szigetein, Japán szigetein és az Arktisz szigetein is. Srí Lankán, az indonéz és Fülöp-szigeteken, valamint Ausztráliában nem őshonosak, azonban az ember eme helyekre is betelepítette. Afrikában, csak az északi és keleti térségekben őshonos ez a növénynemzetség. Ezen a kontinensen, csak Angolába és Zimbabwéba lettek betelepítve. Az Amerikákban szinte mindenütt jelen vannak; kivételt képeznek Észak-Kanada középső része, Kanada és az Amerikai Egyesült Államok egyes keleti partszakasza, a Karib-térség, Közép-Amerika déli fele és Brazília legnagyobb része.

## Megjelenésük
A levelek egyszerűek vagy hármasak vagy szárnyasan összetettek, a levélgerinc általában kacsban végződik, a levélkék ép szélűek.

## A fajcsoportjai
Az alábbi fajokat a következő 11 fajcsoportba sorolják be: Lathyrus sect. Aphaca, Lathyrus sect. Cicercula, Lathyrus sect. Clymenum, Lathyrus sect. Lathyrostylis, Lathyrus sect. Lathyrus, Lathyrus sect. Linearicarpus, Lathyrus sect. Neurolobus, Lathyrus sect. Nissolia, Lathyrus sect. Notolathyrus, Lathyrus sect. Orobus és Lathyrus sect. Viciopsis.

## Rendszerezés
A nemzetségbe az alábbi fajok tartoznak:

### Magyarországonőshonos fajok
- Levéltelen lednek (L. aphaca)
- Csicserilednek (L. cicera)
- Borzas lednek (L. hirsutus)
- Nagyvirágú lednek (L. latifolius)
- Hegyi lednek (L. linifolius)
- Fekete lednek (L. niger)
- Fűképű lednek vagy kacstalan lednek (L. nissolia)
- Szagos bükköny (L. odoratus)
- Sápadt lednek (L. pallescens)
- Mocsári lednek (L. palustris)
- Magyar lednek (L. pannonicus)
- Borsóképű lednek (L. pisiformis)
- Réti lednek (L. pratensis)
- Szegletes lednek (L. sativus)
- Téglaszínű lednek (L. sphaericus)
- Erdei lednek (L. sylvestris)
- Erdélyi lednek (L. transsylvanicus)
- Mogyorós lednek vagy gumós lednek (L. tuberosus)
- Tarka lednek (L. venetus)
- Tavaszi lednek (L. vernus)

### Összes faj
A nemzetségbe az alábbi 183 faj tartozik:
- Lathyrus acutifolius Vogel
- Lathyrus alamutensis Mozaff., Ahavazi & Charkhch.
- Lathyrus allardii Batt.
- Lathyrus alpestris (Waldst. & Kit.) Kit.
- Lathyrus amphicarpos L.
- Lathyrus angulatus L.
- Lathyrus anhuiensis Y.J.Zhu & R.X.Meng
- Lathyrus annuus L.
- Lathyrus apenninus F.Conti
- levéltelen lednek (Lathyrus aphaca) L.
- Lathyrus arizonicus Britton
- Lathyrus armenus (Boiss. & A.Huet) Celak.
- Lathyrus articulatus L.
- Lathyrus atropatanus (Grossh.) Sirj.
- Lathyrus aureus (G.Lodd. ex Drapiez) D.Brândza
- Lathyrus basalticus Rech.f.
- Lathyrus bauhini Genty
- Lathyrus belinensis Maxted & Goyder
- Lathyrus berteroanus Colla
- Lathyrus biflorus T.W.Nelson & J.P.Nelson
- Lathyrus bijugus Boiss. & Noë
- Lathyrus binatus Pancic
- Lathyrus bitlisicus Pesmen & Güner
- Lathyrus blepharicarpos Boiss.
- Lathyrus boissieri Sirj.
- Lathyrus brachycalyx Rydb.
- Lathyrus brachyodon Murb.
- Lathyrus brachypterus Celak.
- Lathyrus cabrerianus Burkart
- Lathyrus campestris Phil.
- Lathyrus cassius Boiss.
- Lathyrus caudatus C.F.Wei & H.P.Tsui
- Lathyrus chloranthus Boiss. & Balansa
- Lathyrus chrysanthus Boiss.
- csicserilednek (Lathyrus cicera) L.
- Lathyrus ciliatidentatus Czefr.
- Lathyrus cilicicus Hayek & Siehe
- Lathyrus ciliolatus Sam. ex Rech.f.
- Lathyrus cirpicii Güneş
- Lathyrus cirrhosus Ser.
- borsóbükköny (Lathyrus clymenum) L.
- Lathyrus colchicus Lipsky
- Lathyrus crassipes Gillies ex Hook. & Arn.
- Lathyrus cyaneus (Steven) K.Koch
- Lathyrus czeczottianus Bässler
- Lathyrus davidii Hance
- Lathyrus delnorticus C.L.Hitchc.
- Lathyrus dielsianus Harms
- Lathyrus digitatus (M.Bieb.) Fiori
- Lathyrus dominianus Litv.
- Lathyrus egirdiricus Genç & Sahin
- Lathyrus elegans Vogel
- Lathyrus elongatus (Bornm.) Sirj.
- Lathyrus emodi (Wall. ex Fritsch) Fritsch ex T.Durand & B.D.Jacks.
- Lathyrus eucosmus Butters & H.St.John
- Lathyrus filiformis (Lam.) J.Gay
- Lathyrus fissus Ball
- Lathyrus frolovii Fisch. ex Rupr.
- Lathyrus glandulosus Broich
- Lathyrus gloeosperma Warb. & Eig
- Lathyrus gmelinii (Fisch. ex Ser.) Fritsch
- Lathyrus golanensis O.Cohen & Plitmann
- Lathyrus gorgoni Parl.
- Lathyrus graminifolius (S.Watson) T.G.White
- Lathyrus grandiflorus Sm.
- Lathyrus grimesii Barneby
- Lathyrus hallersteinii Baumg.
- Lathyrus hasslerianus Burkart
- Lathyrus heterophyllus L.
- Lathyrus hierosolymitanus Boiss.
- borzas lednek (Lathyrus hirsutus) L.
- Lathyrus hirticarpus Mattatia & Heyn
- Lathyrus hitchcockianus Barneby & Reveal
- Lathyrus holochlorus (Piper) C.L.Hitchc.
- Lathyrus hookeri G.Don
- Lathyrus humilis (Ser.) Fisch. ex Spreng.
- Lathyrus hygrophilus Taub.
- Lathyrus ibicuiensis Abruzzi de Oliveira
- Lathyrus inconspicuus L.
- Lathyrus incurvus (Roth) Willd.
- Lathyrus japonicus Willd.
- Lathyrus jepsonii Greene
- Lathyrus karsianus P.H.Davis
- Lathyrus ketzkhovelii Avazneli
- Lathyrus komarovii Ohwi
- Lathyrus krylovii Serg.
- Lathyrus laetivirens Greene ex Rydb.
- Lathyrus laevigatus (Waldst. & Kit.) Gren.
- Lathyrus lanszwertii Kellogg
- Lathyrus latidentatus Elenevsky
- nagyvirágú lednek (Lathyrus latifolius) L.
- Lathyrus laxiflorus (Desf.) Kuntze
- Lathyrus layardii Ball ex Boiss
- Lathyrus ledebourii Trautv.
- Lathyrus lentiformis Plitmann
- Lathyrus leptophyllus M.Bieb.
- Lathyrus leucanthus Rydb.
- Lathyrus libani Fritsch
- Lathyrus linearifolius Vogel
- hegyi lednek (Lathyrus linifolius) (Reichard) Bässler
- Lathyrus littoralis (Nutt.) Endl. ex Walp.
- Lathyrus lomanus I.M.Johnst.
- Lathyrus lycicus Boiss. & Heldr.
- Lathyrus macropus Gillies ex Hook. & Arn.
- Lathyrus macrostachys Vogel
- Lathyrus magellanicus Lam.
- Lathyrus marmoratus Boiss. & Balansa
- Lathyrus meridensis Pittier
- Lathyrus miniatus M.Bieb. ex Steven
- Lathyrus mulkak Lipsky
- Lathyrus multiceps Clos
- Lathyrus multijugus (Ledeb.) Czefr.
- Lathyrus nervosus Lam.
- Lathyrus neurolobus Boiss. & Heldr.
- Lathyrus nevadensis S.Watson
- fekete lednek (Lathyrus niger) (L.) Bernh.
- Lathyrus nigrivalvis Burkart
- fűképű lednek vagy kacstalan lednek (Lathyrus nissolia) L.
- Lathyrus nitens Vogel
- Lathyrus nivalis Hand.-Mazz.
- Lathyrus numidicus Batt.
- Lathyrus ochroleucus Hook.
- Lathyrus ochrus (L.) DC.
- szagos bükköny (Lathyrus odoratus) L.
- sápadt lednek (Lathyrus pallescens) (M.Bieb.) K.Koch
- mocsári lednek (Lathyrus palustris) L.
- Lathyrus pancicii (Jurišić) Adamovic
- magyar lednek (Lathyrus pannonicus) (Jacq.) Garcke
- Lathyrus paraguariensis Hassl.
- Lathyrus paranensis Burkart
- Lathyrus parodii Burkart
- Lathyrus pastorei (Burkart) Rossow
- Lathyrus pauciflorus Fernald
- Lathyrus phaselitanus Hub.-Mor. & P.H.Davis
- borsóképű lednek (Lathyrus pisiformis) L.
- Lathyrus plitmannii Greuter & Burdet
- Lathyrus polymorphus Nutt.
- Lathyrus polyphyllus Nutt.
- réti lednek (Lathyrus pratensis) L.
- Lathyrus pubescens Hook. & Arn.
- Lathyrus pusillus Elliott
- Lathyrus pygmaeus Gomb.
- Lathyrus quinquenervius (Miq.) Litv.
- Lathyrus rigidus T.G.White
- Lathyrus roseus Steven
- Lathyrus rotundifolius Willd.
- Lathyrus satdaghensis P.H.Davis
- szegletes lednek (Lathyrus sativus) L.
- Lathyrus saxatilis (Vent.) Vis.
- Lathyrus sericeus Lam.
- Lathyrus setifolius L.
- Lathyrus spathulatus Celak.
- Lathyrus speciosus G.Don
- téglaszínű lednek (Lathyrus sphaericus) Retz.
- Lathyrus splendens Kellogg
- Lathyrus stenolobus Boiss.
- Lathyrus stenophyllus Boiss. & Heldr.
- Lathyrus subandinus Phil.
- Lathyrus subulatus Lam.
- Lathyrus sulphureus W.H.Brewer ex A.Gray
- erdei lednek (Lathyrus sylvestris) L. - típusfaj
- Lathyrus tauricola P.H.Davis
- Lathyrus tefennicus Genç & Sahin
- Lathyrus tingitanus L.
- Lathyrus torreyi A.Gray
- Lathyrus trachycarpus (Boiss.) Boiss.
- erdélyi lednek (Lathyrus transsylvanicus) (Spreng.) Rchb.f.
- Lathyrus tremolsianus Pau
- Lathyrus tropicalandinus Burkart
- mogyorós lednek vagy gumós lednek (Lathyrus tuberosus) L.
- Lathyrus tukhtensis Czeczott
- Lathyrus undulatus Boiss.
- Lathyrus vaniotii H.Lév.
- Lathyrus variabilis (Boiss. & Kotschy) Celak.
- tarka lednek (Lathyrus venetus) (Mill.) Wohlf.
- Lathyrus venosus Muhl. ex Willd.
- tavaszi lednek (Lathyrus vernus) (L.) Bernh.
- Lathyrus vestitus Nutt.
- Lathyrus vinealis Boiss. & Noë
- Lathyrus vivantii P.Monts.
- Lathyrus whitei Kupicha
- Lathyrus woronowii Bornm.
- Lathyrus zalaghensis Andr.

## Képek

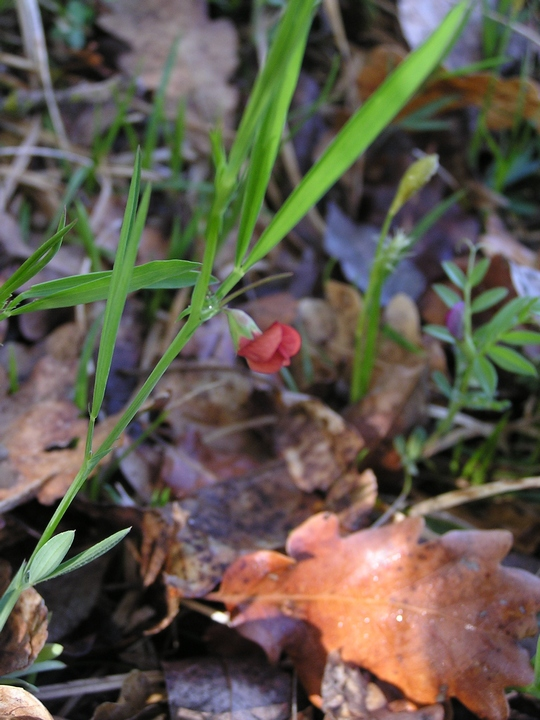
Lathyrus sphaericus
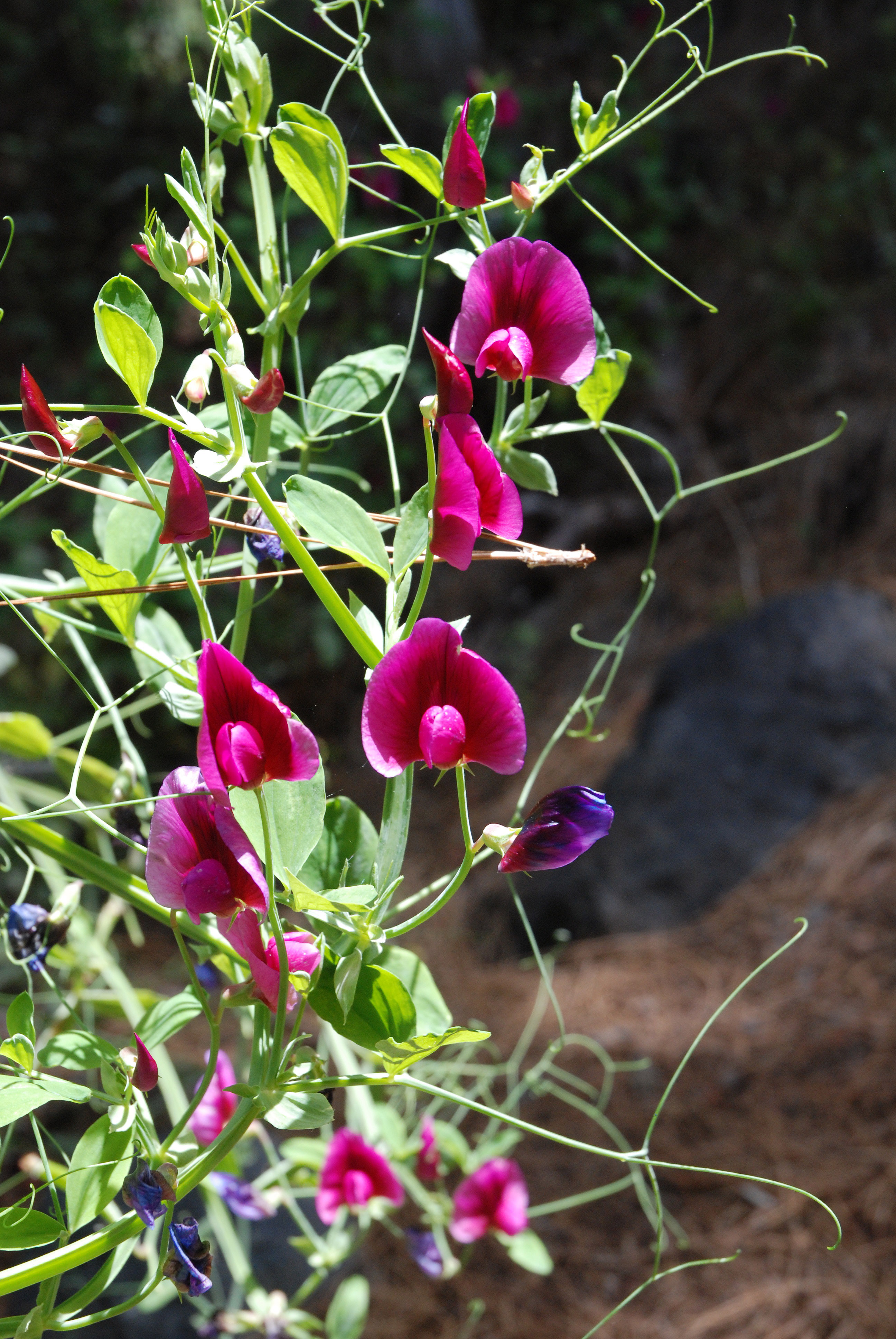
Lathyrus tingitanus

## Lednekfajok magyarországi élőhelyei
| Magyarország hegységeinek lednekfajai |        |          |            |         |         |       |        |       |        |                  |
| Hegységek                             | Bakony | Börzsöny | Bükk-vidék | Cserhát | Gerecse | Mátra | Mecsek | Pilis | Vértes | Zempléni-hegység |
| Lednek (Lathyrus)                     |        |          |            |         |         |       |        |       |        |                  |
| fekete lednek (Lathyrus niger)        |        |          | Van        |         |         |       |        |       |        |                  |
| fűképű lednek (Lathyrus nissolia)     |        |          |            |         |         | Van   |        |       |        |                  |
| magyar lednek (Lathyrus pannonicus)   |        | Van      |            |         | Van     | Van   |        |       |        |                  |
| réti lednek (Lathyrus pratensis)      |        |          |            |         |         |       |        |       |        | Van              |
| erdei lednek (Lathyrus sylvestris)    |        |          |            |         |         | Van   |        |       | Van    |                  |
| tarka lednek (Lathyrus venetus)       | Van    |          |            |         |         |       | Van    |       |        | Van              |
| tavaszi lednek (Lathyrus vernus)      |        |          | Van        |         |         |       | Van    | Van   |        |                  |